# Afroneta maculata
Afroneta maculata là một loài nhện trong họ Linyphiidae.
Loài này thuộc chi Afroneta. Afroneta maculata được Merrett miêu tả năm 2004.